# Гай Вибий Руф Руфин
Гай Ви́бий Руф Руфи́н (лат. Gaius Vibius Rufus Rufinus; умер после 16 года) — древнеримский политический деятель из знатного плебейского рода Вибиев, консул-суффект 16 года.

## Биография
Известно, что Руфин происходил из этрусского города Тускул. В 16 году он занимал должность консула-суффекта совместно с Публием Помпонием Грецином. В промежутке между 16 и 24 годом Руфин находился на посту префекта коллегии кураторов русла Тибра. Тем не менее, о дальнейшей судьбе Гая ничего не известно.
В браке с некоей Публилией (по одной из версий, бывшей жены Цицерона) Руфин имел, по крайней мере, одного сына, который так же, как и его отец, занимал впоследствии должность консула-суффекта.